# Joe Frazier
Joseph William Frazier, detto Joe (Beaufort, 12 gennaio 1944 – Filadelfia, 7 novembre 2011), è stato un pugile statunitense.
Vincitore di una medaglia d'oro alle Olimpiadi del 1964, fu campione del mondo dei pesi massimi. Soprannominato Smokin' Joe, era noto per il suo stile di combattimento aggressivo e spettacolare, nonché per il suo famoso gancio sinistro. È ricordato soprattutto per la sua acerrima rivalità con Muhammad Ali, con il quale si confrontò in tre memorabili incontri, considerati tra i più duri ed emozionanti della storia del pugilato. Nella sua carriera professionale, che durò dal 1965 al 1976 con un breve ritorno nel 1981, fu eletto fighter of the year (pugile dell'anno) dalla rivista statunitense Ring Magazine nel 1967, 1970 e 1971.
Nativo della Carolina del Sud, si contraddistinse nella seconda parte degli anni sessanta dopo aver sconfitto i campioni Jerry Quarry, Oscar Bonavena, Buster Mathis, George Chuvalo e Jimmy Ellis, prima di divenire campione indiscusso dei massimi nel 1970. L'anno seguente l'8 marzo 1971 sconfisse Muhammad Ali in quello che fu definito "l'incontro del secolo". Nel 1973 perse i titoli contro George Foreman e successivamente fu sconfitto nella rivincita contro Ali. Il suo ultimo incontro titolato fu nel 1975, quando perse il terzo match con Ali nel noto Thrilla in Manila. Nel 1976, a seguito di un ulteriore insuccesso nella rivincita con Foreman, si ritirò per la prima volta. Dopo aver tentato un ritorno, terminato in pareggio, diversi anni più tardi, si ritirò definitivamente.
Dopo il suo ritiro fece diversi cameo in pellicole di Hollywood. Allenò inoltre i figli Marvis e Jackie, che a loro volta entrarono nella boxe, oltre che pugili locali in una palestra di sua proprietà in Filadelfia. Nel settembre 2011 gli fu diagnosticato un tumore al fegato, che lo uccise in due mesi.
La International Boxing Research Organization (IBRO) lo annovera fra i dieci migliori pesi massimi di tutti i tempi. Occupa invece l'ottava posizione nella classifica dei più grandi pesi massimi di The Ring nel 1999. È inoltre incluso nella International Boxing Hall of Fame.

## Biografia

### Primi anni
Joe Frazier nacque il 12 gennaio 1944 a Beaufort, Carolina del Sud, da Rubin e Dolly Frazier. Crebbe in una fattoria di famiglia di dieci acri con i suoi dodici fratelli e sorelle. Un tredicesimo figlio, David, morì di difterite da piccolo, rendendo così Joe il membro più giovane della vasta famiglia Frazier. I suoi genitori piantavano verdure e allevavano maiali, ma il loro reddito principale veniva soprattutto dal lavoro per le aziende agricole di grandi proprietari terrieri bianchi. Sua madre lavorava nei campi, mentre suo padre era un sorvegliante. Soprannominato "Billy Boy", Frazier è stato per sua stessa ammissione il figlio preferito di suo padre, che era spesso al suo fianco.
Nella sua autobiografia scrisse: " ... Mio papà era il mio eroe, il mio battito cardiaco. Eravamo sempre insieme." Dolly era invece una devota battista e disciplinava per bene i suoi figli. Infatti, ogni sua parola era legge e i bambini non dovevano far altro che ascoltare e obbedire. L'infanzia di Frazier fu una vita rurale del sud: trascorse gran parte del suo tempo ad aiutare il padre a gestire un immobile e aiutandolo nel fare le sue faccende quotidiane. E così come fecero i suoi genitori e fratelli, anche lui stesso lavorò nei campi di una delle grandi aziende agricole.

### L'incontro con la boxe
Quando la televisione iniziò a diffondersi negli anni cinquanta, la famiglia Frazier fu la prima ad averne una al Laurel Bay di Beaufort. In quei primi giorni di tv, la boxe occupava una gran parte della programmazione offerta. I Frazier assistettero così a combattimenti di boxe, guardando le imprese sul ring di leggende come Sugar Ray Robinson, Rocky Marciano, Willie Pep e Rocky Graziano. All'età di otto anni Joe non era particolarmente interessato al pugilato, ma sapeva chi fosse Joe Louis. Quando uno zio fece un commento riguardo alla corporatura del giovane (descrivendolo come il prossimo Joe Louis), questo fece una certa impressione sul ragazzo. Da quel momento in poi Frazier lavorò sodo per realizzare quella profezia. Si costruì un sacco pesante di iuta, stracci, pannocchie, mattoni e muschio spagnolo. Appese il sacchetto a una quercia nel cortile e cominciò a colpirlo quasi ogni giorno per anni. Venne deriso da molti, anche dalla sua famiglia, quando disse che sarebbe diventato campione del mondo come il Brown Bomber Joe Louis. Nella sua autobiografia scrisse che rispose loro: «Potete ridere tutti, ma un giorno diventerò campione del mondo». La Beaufort segregata non aveva palestre e i campi da gioco non potevano essere utilizzati dai "colored". Disse inoltre: «Tutto quello su cui doveva basarsi il mio sogno era quel sacco fatto in casa».
Da giovane si trasferì a Filadelfia nel 1961 dove fece il suo incontro con la boxe grazie alla scoperta da parte di Yancey "Yank" Durham, un ex-pugile statunitense. Il soprannome di Frazier, "Smokin' Joe", venne da Yank Durham, che prima di un match aveva sempre l'abitudine di dirgli: «Va' là fuori ... e fai uscire fumo da quei guanti. Tu puoi fare fumo, ragazzo. Basta che non molli». Durham fu manager e allenatore di Frazier fino alla morte, avvenuta nel 1973.

### Carriera da dilettante
Durham, insieme a Willie Rossastro, iniziò a preparare Frazier come dilettante. Durante la carriera amatoriale Frazier vinse i Middle Atlantic Golden Gloves nel 1963 e nel 1964. Al torneo per l'individuazione del rappresentante statunitense alle Olimpiadi di Tokyo del 1964, Frazier giunse secondo dietro a Buster Mathis, più alto di 10 cm, che lo batté due volte. Fortunatamente per lui, Mathis si infortunò alla vigilia delle Olimpiadi e Frazier fu scelto per rimpiazzarlo.
A Tokyo, i primi turni furono una marcia trionfale per Frazier che batté per KO al primo round sia l'ugandese George Oywello, sia l'australiano Athol McQueen e per KO al secondo round il sovietico Vadim Yemelyanov. In finale vinse ai punti (3-2) contro il tedesco Hans Huber e, poco dopo il suo ventesimo compleanno, conquistò la medaglia d'oro tra i pesi massimi.
Frazier concluse la carriera amatoriale con un record di 38 vittorie e 4 sconfitte.

### Carriera da professionista

#### Primi match

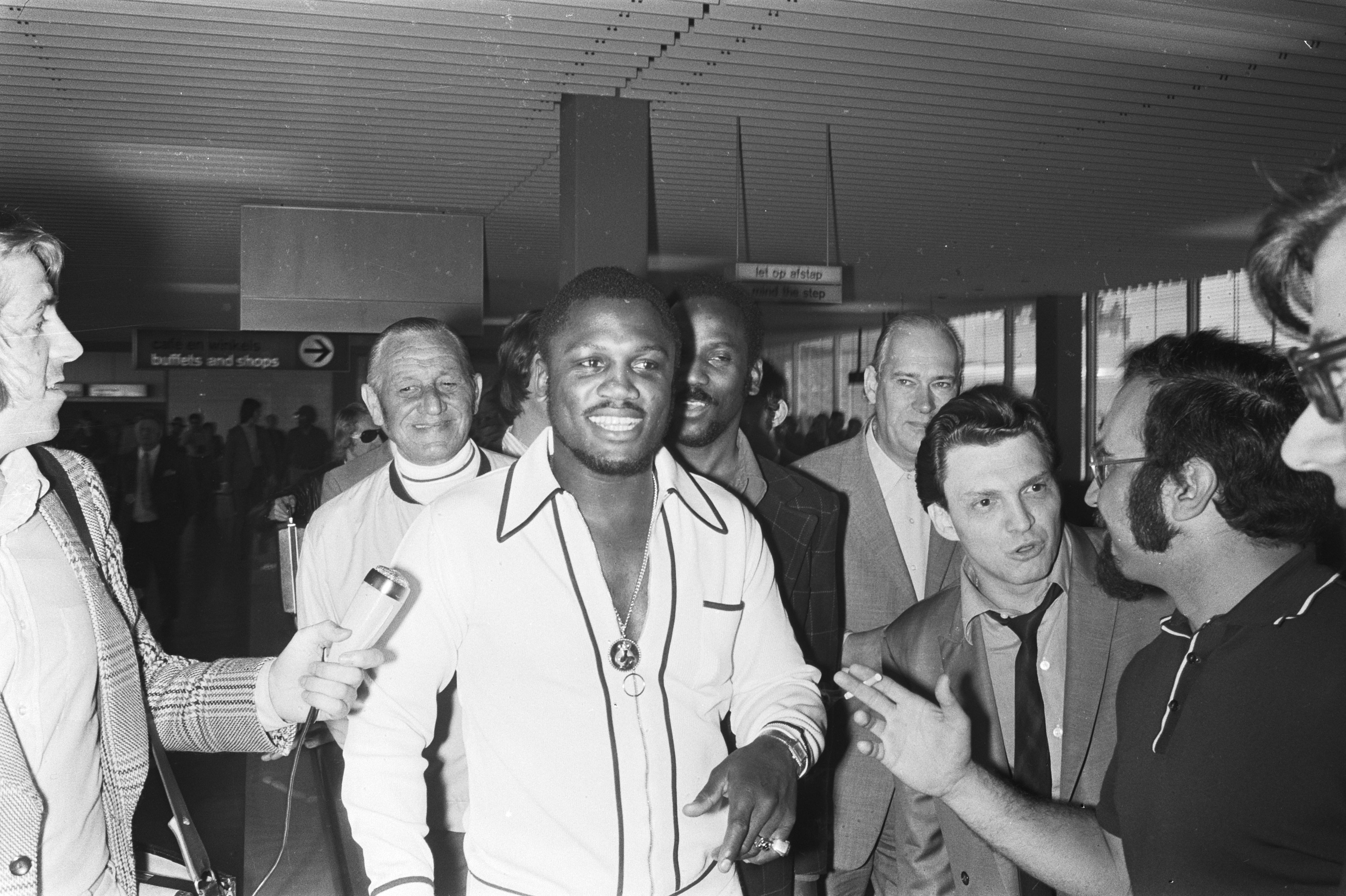
Joe Frazier nel 1971

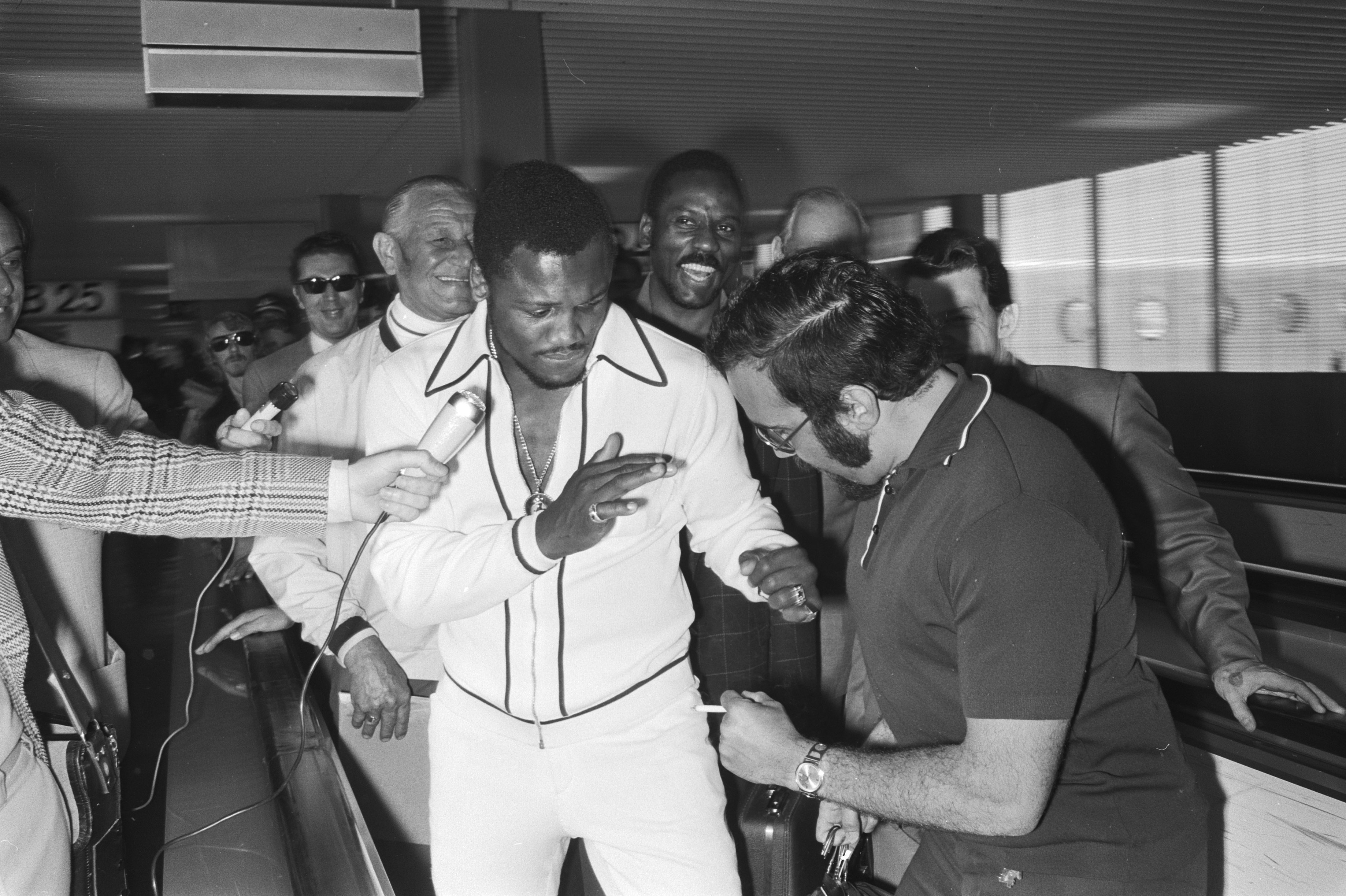
Joe Frazier

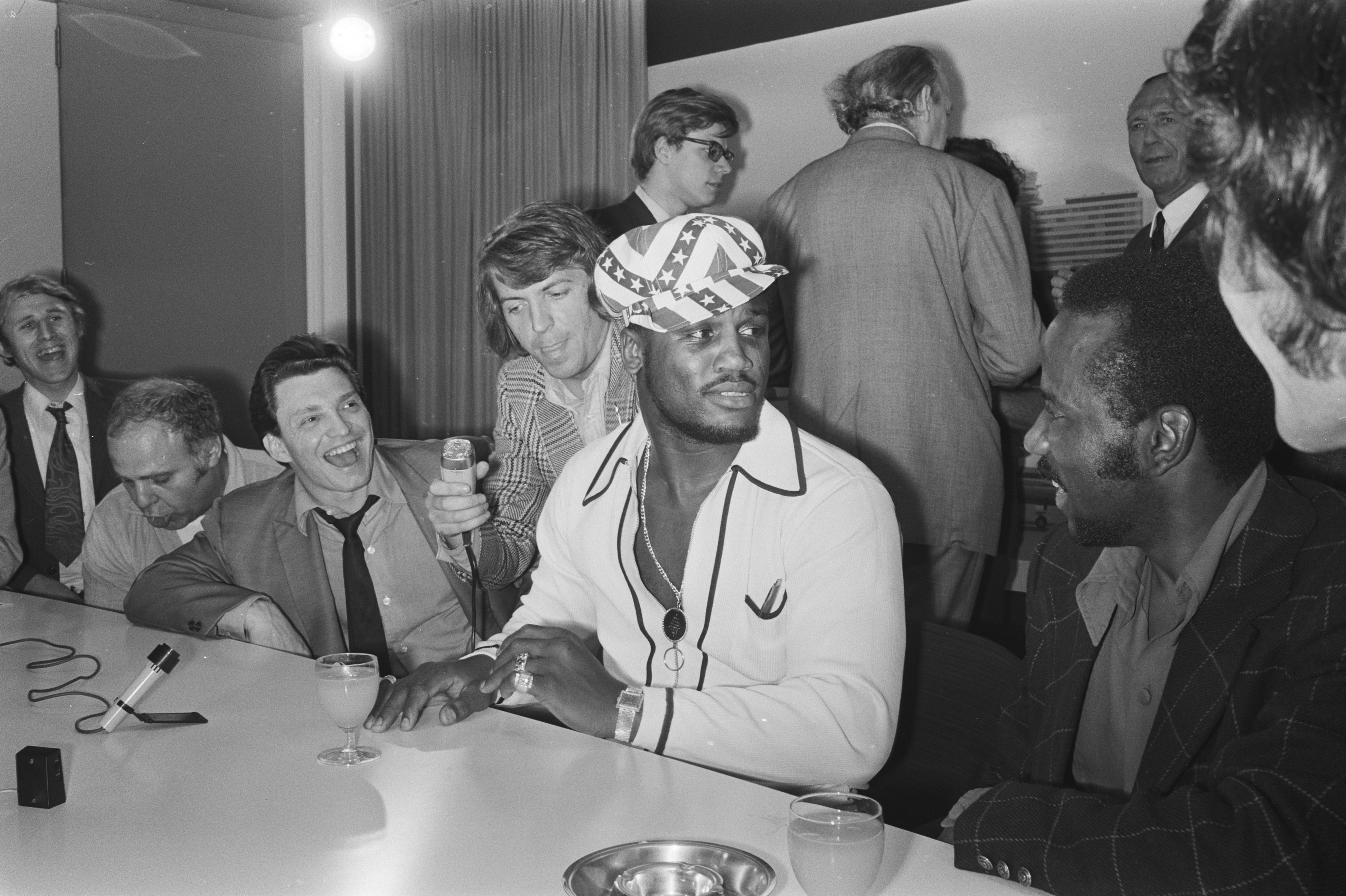
Joe Frazier

Dopo aver vinto la medaglia d'oro, Frazier decise di diventare professionista e vinse il suo primo incontro per KO nel 1965, contro Woody Goss. Lo stesso anno vinse altre tre volte, sempre per KO prima della 3ª ripresa. Nel 1966 Duhrham contattò l'allenatore californiano Eddie Futch. I due non si erano mai incontrati, ma Durham aveva già sentito parlare di Futch per via della sua grande reputazione e poiché era considerato uno dei migliori istruttori in circolazione.
Nel settembre 1966, al dodicesimo match della sua carriera, Frazier trovò per la prima volta sulla sua strada il campione argentino Oscar Bonavena. Lo statunitense fu atterrato due volte nel 2º round, rischiando la sconfitta per knock-out tecnico, in base al regolamento dello Stato di New York, nel caso fosse finito al tappeto per la terza volta nello stesso round. Ciononostante restò in piedi e alla fine vinse l'incontro per decisione controversa (6-4, 5-5 e 5-4). Fu la prima vittoria ottenuta da Frazier al conteggio finale.
"Smokin' Joe" continuò a lottare e a sviluppare il suo stile di combattimento, tentando di rimanere imbattuto per puntare ad una cintura. Venne allora mandato ad allenarsi a Los Angeles per dar modo anche a Futch di unirsi al suo staff come assistente-istruttore. Con la presenza di Futch, Frazier riuscì a battere prima del limite il veterano Eddie Machen, che aveva resistito per dodici riprese ai pugni del terribile Sonny Liston e che aveva appena perso una sfida "mondiale" WBA contro Ernie Terrell. Frazier vinse poi tutti gli scontri che disputò nel 1967, inclusa una vittoria per KO alla 6ª ripresa su Doug Jones ed una per KOT alla 4ª ripresa su George Chuvalo. Entrambi avevano costretto alla distanza l'allora detentore del titolo mondiale dei pesi massimi, Muhammad Ali/Cassius Clay. Successivamente, anche Frazier però, per la seconda volta in carriera, batté soltanto ai punti in dieci riprese il meno quotato George Johnson.
Frazier iniziò a studiare Muhammad Ali. Quando questi cambiò il suo nome, in seguito alla conversione alla fede musulmana, Frazier aveva insistito nel chiamarlo Cassius Clay. Ali era noto fin dall'inizio della sua carriera come un self-promoter. Ciononostante il pubblico e gli scrittori sportivi sembravano amarlo invece che disprezzarlo. Frazier andò a vederlo combattere nel marzo del 1967 e i due cominciarono quella che sarebbe diventata una lunga e competitiva rivalità. Iniziarono così a spargersi voci secondo le quali Frazier avesse titolo a sfidare Muhammad Ali, per la corona mondiale dei pesi massimi. Tuttavia secondo Yank Durham non era ancora il momento: voleva che il suo pugile crescesse correttamente, in modo che quando fosse giunto il momento di affrontare Ali o qualsiasi altro campione sul ring, "Smokin' Joe" potesse vincere.

#### La conquista del titolo mondiale dei pesi massimi
Nel frattempo la WBA dichiarò Muhammad Ali decaduto dal titolo mondiale per renitenza alla leva. Fu allora organizzato un torneo - a cui Frazier non partecipò - per la designazione del successore che fu vinto da Jimmy Ellis. La Commissione atletica dello Stato di New York, invece, allestì un unico match per l'attribuzione del titolo mondiale tra Joe Frazier e la sua "bestia nera" del periodo da dilettante, Buster Mathis. L'incontro fu calendarizzato il 4 marzo 1968, giorno di inaugurazione del nuovo Madison Square Garden, come sottoclou del terzo incontro Benvenuti-Griffith. Di fronte a 18 096 spettatori, per un incasso di 638 503 dollari Frazier batté Mathis per KOT all'11º round conquistando il titolo mondiale dei pesi massimi, secondo la versione della Commissione dello Stato di New York. Seguirono altre quattro vittoriose difese del titolo NYSAC, contro Manuel Ramos, Oscar Bonavena, Dave Zyglewitz e Jerry Quarry. Solo Bonavena lo costrinse nuovamente a combattere sino al suono della campana finale.
A questo punto anche la WBC dichiarò decaduto Ali e il 16 febbraio 1970 fu allestito un match per l'individuazione unanime del campione del mondo tra Joe Frazier e Jimmy Ellis. Vinse Frazier, che conquistò così anche il titolo mondiale WBA-WBC dei pesi massimi. Poi raccolse la sfida del dominatore della categoria inferiore dei mediomassimi, Bob Foster. Il 18 novembre 1970, a Detroit, di fronte a 18.036 spettatori, Frazier lo mise KO in due soli round.

#### Frazier VS Ali I:Fight of the Century

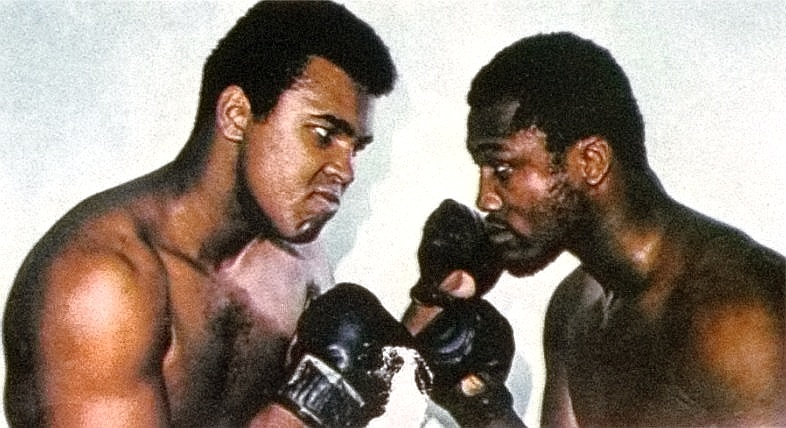
Ali vs. Frazier in uno scatto pubblicitario

Nel 1971 Frazier trovò finalmente sulla sua strada Muhammad Ali, che aveva appena avuto il permesso di tornare alla boxe e gli concesse di sfidarlo per il titolo mondiale. Tra l'altro Ali, non essendo mai stato sconfitto sul ring era ancora riconosciuto campione dalla rivista specializzata The Ring e fruiva dello status di campione lineare. Si sfidavano due pugili ancora imbattuti ma la percentuale di incontri vinti prima del limite sino ad allora da Joe Frazier (23 su 26) era superiore a quella di Ali (25 su 31). L'incontro si tenne l'8 marzo 1971 al Madison Square Garden di New York e, secondo Frazier, fu il più bello da lui mai combattuto. Il campione del mondo ebbe costantemente l'iniziativa del match mettendo sovente alle corde l'avversario. All'ultimo round Frazier spedì Ali al tappeto con un gancio portentoso. Il pugile di Louisville si rialzò stordito ma riuscì comunque a finire la gara. Il verdetto finale, per decisione unanime (9-6, 11-4 e 8-6-1), assegnò la vittoria a "Smoking Joe" che mantenne il suo titolo mondiale, aggiungendovi anche lo "status" di campione lineare.

#### Frazier VS Foreman I
Dopo due vittoriose difese del titolo contro i comprimari Terry Daniels e Ron Standers, nel 1973 arrivò anche per Frazier la prima sconfitta sotto i pugni del campione olimpico di Mexico 1968, George Foreman. L'incontro fu disputato a Kingston capitale della Giamaica, dove Frazier venne letteralmente travolto dalla terrificante potenza dello sfidante, finendo sei volte al tappeto nei primi due round. Così, all'ultimo atterramento, causato da un violentissimo montante destro, l'arbitro pose termine al combattimento decretando la vittoria di Foreman per ko tecnico e la conseguente aggiudicazione del titolo mondiale al nuovo astro del pugilato. Dopo il match, riferendosi a Frazier, Ali dichiarò: «Non mi ero reso conto di averlo conciato così male (dopo l'incontro del 1971, n.d.r.)».

#### Frazier VS Ali II:Super Fight II
Frazier risalì sul ring il 2 luglio 1973 a Kensigton (Londra), battendo ai punti il campione europeo Joe Bugner. Il secondo match con Ali si svolse il 28 gennaio 1974, a New York City. Diversamente dal precedente confronto, questa volta era in palio il titolo nordamericano, in possesso di Ali, leggermente favorito per la vittoria. Durante la visita dei pugili alla sede dell'ABC nacque un diverbio tra i due, dopo che Ali aveva definito Frazier «un ignorante». La veemente reazione di quest'ultimo provocò l'intervento dei membri dello staff, scongiurando un possibile scontro fisico. Arrivati all’incontro, sul finire del secondo round, Frazier rimase ferito da un destro dell'avversario. Riuscì a chiudere in piedi la ripresa grazie all'intervento dell'arbitro Perez che aveva fermato i due pugili, convinto erroneamente di aver udito la campana. Con il suo veloce ritmo, tuttavia, Ali mantenne l'esito della lotta in proprio favore, vincendo con decisione unanime al termine delle 12 riprese.
Cinque mesi dopo, Frazier affrontò nuovamente Jerry Quarry al Madison Square Garden, e vinse il match al quinto round mandando a tappeto l'avversario con un potente gancio sinistro alle costole. Nel marzo 1975, Frazier ebbe un rematch con Jimmy Ellis a Melbourne, in Australia, e lo mandò KO al nono round. La vittoria lanciò Frazier come sfidante numero uno al titolo dei pesi massimi, che cinque mesi prima Ali aveva riconquistato battendo George Foreman nel celebre incontro "Rumble in the Jungle".

#### Frazier vs Ali III:Thrilla in Manila
Il 1º ottobre del 1975 Alì affrontò Frazier per la terza ed ultima volta, mettendo in palio il suo titolo mondiale, per stabilire chi dei due fosse definitivamente il più forte. L'incontro si tenne a Manila nelle Filippine e fu denominato "Thrilla in Manila". Fu un match drammatico che vide i pugili combattere con enorme ardore, senza risparmiarsi un istante.
Prima dell'inizio della quindicesima ed ultima ripresa l'allenatore di Frazier, Eddie Futch, ritirò il suo atleta, vedendolo distrutto dai jab di Alì, che poi dichiarò di non sapere se sarebbe stato in grado di continuare se Frazier non si fosse ritirato. Comunque, al momento del ritiro del rivale, Alì era in vantaggio ai punti. Ancora oggi, per la rara bellezza tecnica e per l'enorme coraggio dimostrato dai due campioni, è ritenuto da molti il più grande incontro di tutti i tempi. Muhammad Alì e Joe Frazier in seguito diranno di avere avuto fortuna, ma soprattutto saggezza nel non proseguire l'incontro, poiché per via del calo di forze, della stanchezza e del gran caldo, in quell'incontro entrambi rischiarono la vita.

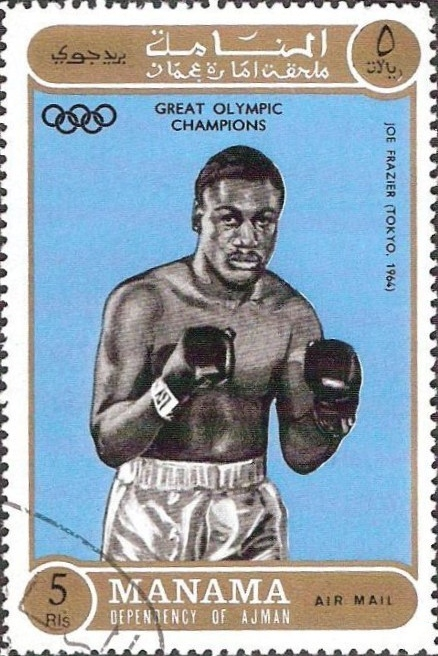
Francobollo in onore di Joe Frazier

In un'intervista concessa alla HBO, Frazier disse che nel suo terzo match con Ali aveva un occhio parzialmente accecato, a causa di un incidente durante gli allenamenti.

#### L'ultima parte della carriera
Nel 1976 provò a prendere la rivincita su Foreman, ma subì un ko alla quinta ripresa (si dice che Frazier salì sul palco portando segretamente una lente a contatto all'occhio che perse durante i primi round del match). Si ritirò temporaneamente per rientrare il 3 dicembre 1981 a Chicago contro Floyd Cummings. Il match terminò con un pareggio e dopo l'incontro Frazier decise di chiudere definitivamente. Si ritirò con un record di 32 vittorie (27 prima del limite), 4 sconfitte e 1 pareggio, ottenuto nell'ultima sfida. Vinse il 73% dei suoi incontri per KO, contro il 60% di Ali e l'84% di Foreman.

## La morte
Agli inizi di novembre 2011 si seppe che Frazier era in fin di vita, per un tumore al fegato diagnosticatogli un mese prima. L'ex-pugile si spense nelle prime ore di lunedì 7 novembre a 67 anni. Al suo funerale, svoltosi nella chiesa battista di Enon Tabernacle, erano presenti Larry Holmes e Michael Spinks; Muhammad Alì ha ricordato così l'amico e rivale: «Il mondo ha perso un grande campione, ricorderò sempre Joe con rispetto ed ammirazione: il mio pensiero va alla sua famiglia e a coloro che l'hanno amato». Il reverendo Jesse Jackson, che ha celebrato la funzione, ha aggiunto 

## Riconoscimenti
Fu eletto Fighter of the year (pugile dell'anno) dalla rivista statunitense Ring Magazine nel 1967, 1970, 1971.
Match dichiarati Ring Magazine fight of the year:
- 1969 - Joe Frazier KO 7 Jerry Quarry I
- 1971 - Joe Frazier W 15 Muhammad Ali I — vedi Fight of the Century
- 1973 - George Foreman KO 2 Joe Frazier I — vedi Joe Frazier vs. George Foreman
- 1975 - Muhammad Ali KO 14 Joe Frazier III — vedi Thrilla in Manila

La International Boxing Hall of Fame lo ha riconosciuto fra i più grandi pugili di ogni tempo.

## Risultati nel pugilato
| N. | Risultato | Record | Avversario      | Tipo | Round, tempo  | Data              | Località                                                      | Note                                                                                                   |
| -- | --------- | ------ | --------------- | ---- | ------------- | ----------------- | ------------------------------------------------------------- | --- |
| 37 | Pareggio  | 32–4–1 | Floyd Cummings  | MD   | 10            | 3 dicembre 1981   | International Amphitheatre, Chicago, Illinois, U.S.           | |
| 36 | Sconfitta | 32–4   | George Foreman  | TKO  | 5 (12), 2:26  | 15 gennaio 1976   | Nassau Veterans Memorial Coliseum, Hempstead, New York, U.S.  | Per il titolo NABF dei pesi massimi                                                                    |
| 35 | Sconfitta | 32–3   | Muhammad Ali    | TKO  | 14 (15), 3:00 | 1º ottobre 1975   | Smart Araneta Coliseum, Quezon City, Filippine                | Per i titoli WBA, WBC, The Ring, e Lineare dei pesi massimi                                            |
| 34 | Vittoria  | 32–2   | Jimmy Ellis     | TKO  | 9 (12), 0:59  | 2 marzo 1975      | Junction Oval, Melbourne, Australia                           | |
| 33 | Vittoria  | 31–2   | Jerry Quarry    | TKO  | 5 (10), 1:37  | 17 giugno 1974    | Madison Square Garden, New York City, New York, U.S.          | |
| 32 | Sconfitta | 30–2   | Muhammad Ali    | UD   | 12            | 28 gennaio 1974   | Madison Square Garden, New York City, New York, U.S.          | Per il titolo NABF dei pesi massimi                                                                    |
| 31 | Vittoria  | 30–1   | Joe Bugner      | PTS  | 12            | 2 luglio 1973     | Earls Court Exhibition Centre, Londra, Inghilterra            | |
| 30 | Sconfitta | 29–1   | George Foreman  | TKO  | 2 (15), 2:26  | 22 gennaio 1973   | National Stadium, Kingston, Giamaica                          | Perde i titoli WBA, WBC, The Ring, e Lineare                                                           |
| 29 | Vittoria  | 29–0   | Ron Stander     | RTD  | 4 (15), 3:00  | 25 maggio 1972    | Civic Auditorium, Omaha, Nebraska, U.S.                       | Difende i titoli WBA, WBC, The Ring, e Lineare                                                         |
| 28 | Vittoria  | 28–0   | Terry Daniels   | TKO  | 4 (15), 1:47  | 15 gennaio 1972   | Rivergate Auditorium, New Orleans, Louisiana, U.S.            | Difende titoli WBA, WBC, The Ring, e Lineare                                                           |
| 27 | Vittoria  | 27–0   | Muhammad Ali    | UD   | 15            | 8 marzo 1971      | Madison Square Garden, New York City, New York, U.S.          | Difende titoli WBA, WBC, e Lineare dei pesi massimi; Vince il vacante titolo The Ring dei pesi massimi |
| 26 | Vittoria  | 26–0   | Bob Foster      | KO   | 2 (15), 0:49  | 18 novembre 1970  | Cobo Arena, Detroit, Michigan, U.S.                           | Difende titoli WBA, WBC, e Lineare                                                                     |
| 25 | Vittoria  | 25–0   | Jimmy Ellis     | RTD  | 4 (15)        | 16 febbraio 1970  | Madison Square Garden, New York City, New York, U.S.          | Difende titolo NYSAC; Vince titolo WBA, titolo vacante WBC e titolo Lineare dei pesi massimi           |
| 24 | Vittoria  | 24–0   | Jerry Quarry    | RTD  | 7 (15), 3:00  | Jun 23, 1969      | Madison Square Garden, New York City, New York, U.S.          | Difende titolo NYSAC dei pesi massimi                                                                  |
| 23 | Vittoria  | 23–0   | Dave Zyglewicz  | KO   | 1 (15), 1:36  | 22 aprile 1969    | Sam Houston Coliseum, Houston, Texas, U.S.                    | Difende titolo NYSAC dei pesi massimi                                                                  |
| 22 | Vittoria  | 22–0   | Oscar Bonavena  | UD   | 15            | Dec 10, 1968      | Spectrum, Filadelfia, Pennsylvania, U.S.                      | Difende titolo NYSAC dei pesi massimi                                                                  |
| 21 | Vittoria  | 21–0   | Manuel Ramos    | TKO  | 2 (15), 3:00  | 24 giugno 1968    | Madison Square Garden, New York City, New York, U.S.          | Difende titolo NYSAC dei pesi massimi                                                                  |
| 20 | Vittoria  | 20–0   | Buster Mathis   | TKO  | 11 (15), 2:33 | 4 marzo 1968      | Madison Square Garden, New York City, New York, U.S.          | Vince titolo vacante NYSAC dei pesi massimi                                                            |
| 19 | Vittoria  | 19–0   | Marion Connor   | TKO  | 3 (10), 1:40  | 18 dicembre 1967  | Boston Garden, Boston, Massachusetts, U.S.                    | |
| 18 | Vittoria  | 18–0   | Tony Doyle      | TKO  | 2 (10), 1:04  | 17 ottobre 1967   | Spectrum, Filadelfia, Pennsylvania, U.S.                      | |
| 17 | Vittoria  | 17–0   | George Chuvalo  | TKO  | 4 (10), 0:16  | 19 luglio 1967    | Madison Square Garden, New York City, New York, U.S.          | |
| 16 | Vittoria  | 16–0   | George Johnson  | UD   | 10            | 4 maggio 1967     | Grand Olympic Auditorium, Los Angeles, California, U.S.       | |
| 15 | Vittoria  | 15–0   | Jefferson Davis | TKO  | 5 (10), 0:48  | 11 aprile 1967    | Auditorium, Miami Beach, Florida, U.S.                        | |
| 14 | Vittoria  | 14–0   | Doug Jones      | KO   | 6 (10), 2:28  | 21 febbraio 1967  | Convention Hall, Filadelfia, Pennsylvania, U.S.               | |
| 13 | Vittoria  | 13–0   | Eddie Machen    | TKO  | 10 (10), 0:22 | 21 novembre 1966  | Grand Olympic Auditorium, Los Angeles, California, U.S.       | |
| 12 | Vittoria  | 12–0   | Oscar Bonavena  | SD   | 10            | 21 settembre 1966 | Madison Square Garden, New York City, New York, U.S.          | |
| 11 | Vittoria  | 11–0   | Billy Daniels   | RTD  | 6 (10)        | 25 luglio 1966    | Convention Hall, Filadelfia, Pennsylvania, U.S.               | |
| 10 | Vittoria  | 10–0   | Al Jones        | KO   | 1 (10), 2:33  | 26 maggio 1966    | Grand Olympic Auditorium, Los Angeles, California, U.S.       | |
| 9  | Vittoria  | 9–0    | Chuck Leslie    | KO   | 3 (10), 2:47  | 19 maggio 1966    | Grand Olympic Auditorium, Los Angeles, California, U.S.       | |
| 8  | Vittoria  | 8–0    | Don Smith       | KO   | 3 (10), 1:09  | 28 aprile 1966    | Civic Arena, Pittsburgh, Pennsylvania, U.S.                   | |
| 7  | Vittoria  | 7–0    | Charley Polite  | TKO  | 2 (10), 0:55  | 4 aprile 1966     | Hotel Philadelphia Auditorium, Filadelfia, Pennsylvania, U.S. | |
| 6  | Vittoria  | 6–0    | Dick Wipperman  | TKO  | 5 (8), 2:58   | 4 marzo 1966      | Madison Square Garden, New York, New York, U.S.               | |
| 5  | Vittoria  | 5–0    | Mel Turnbow     | KO   | 1 (8), 1:41   | 17 gennaio 1966   | Convention Hall, Filadelfia, Pennsylvania, U.S.               | |
| 4  | Vittoria  | 4–0    | Abe Davis       | KO   | 1 (8), 2:38   | 11 novembre 1965  | Philadelphia Auditorium, Filadelfia, Pennsylvania, U.S.       | |
| 3  | Vittoria  | 3–0    | Ray Staples     | TKO  | 2 (6), 2:06   | 28 settembre 1965 | Convention Hall, Filadelfia, Pennsylvania, U.S.               | |
| 2  | Vittoria  | 2–0    | Mike Bruce      | TKO  | 3 (6), 1:39   | 20 settembre 1965 | Convention Hall, Filadelfia, Pennsylvania, U.S.               | |
| 1  | Vittoria  | 1–0    | Woody Goss      | TKO  | 1 (6), 1:42   | 16 agosto 1965    | Convention Hall, Filadelfia, Pennsylvania, U.S.               | |

## Nella cultura di massa
- Nel 1976 fece un breve cameo apparendo nella parte di se stesso nel film Rocky di Sylvester Stallone e John G. Avildsen; la vita di Frazier fu inoltre fonte di ispirazione per alcune delle più famose scene del film, come gli allenamenti in macelleria e la corsa sulla scalinata del Philadelphia Museum of Art.[21]
- Nel film Alì è interpretato da James Toney.
- Compare come guest star nell'episodio Fratello, avresti da darmi due soldi? della terza stagione della serie animata I Simpson, nella quale riveste il ruolo di presentatore del "Premio annuale Montgomery Burns per il notevole conseguimento nel campo dell'eccellenza" (premio-farsa inventato da Mr. Burns per evitare una denuncia da Homer Simpson, che sarà infatti il vincitore).
- Mr. Sandman, uno degli avversari più forti della serie di videogiochi Punch-Out!!, è ispirato a Frazier, con cui condivide la provenienza, l'aspetto fisico e lo stile di lotta.
- Viene citato da Inspectah Deck nella prima strofa della canzone Protect Ya Neck del Wu Tang Clan.